# Xingbin
Xingbin (chinesisch 兴宾区, Pinyin Xīngbīn Qū; Zhuang Hinghbinh Gih) ist ein chinesischer Stadtbezirk der bezirksfreien Stadt Laibin im Autonomen Gebiet Guangxi der Zhuang-Nationalität. Er hat eine Fläche von 4.397 km² und zählt 976.400 Einwohner (Stand: Ende 2018).

## Administrative Gliederung
Auf Gemeindeebene setzt sich der Stadtbezirk aus drei Straßenvierteln, sechs Großgemeinden und vierzehn Gemeinden zusammen. 